# Giaura fumata
Giaura fumata är en fjärilsart som beskrevs av Emilio Berio 1974. Giaura fumata ingår i släktet Giaura och familjen trågspinnare. Inga underarter finns listade i Catalogue of Life.